# Hieracium chaetolepis
Hieracium chaetolepis es una especie de planta con flor del género Hieracium, de la familia Asteraceae, orden Asterales.

## Distribución
Hieracium chaetolepis se distribuye por Islandia.

## Taxonomía
Fue descrita científicamente por Oskarsson. Fue publicada en Vísindafj. Íslend. 31(Descr. Hierac. Icel.): 63 (1957).

## Descripción
El tallo es de 10-15 centímetros (3,9-5,9 plg) de altura, delgado, rojizo, moderadamente escamoso y escasamente peludo arriba y en la base. Las hojas son en número de 3-6 ligeramente rojas.